# Hachikō
Hachikō (忠犬ハチ公 også kendt som chūken Hachikō, Den trofaste hund Hachikō, født 10. november 1923 Ōdate – 8. marts 1935 i Shibuya) var en japansk Akitahund kendt for sin loyalitet mod sin ejer Hidesaburō Ueno.
Hunden Hachikōs ejer Ueno var universitetsprofessor. Hver dag fulgtes han og Hachikō til den lokale togstation, hvorfra Ueno tog toget til arbejdet. Når han fik fri, tog han toget tilbage til stationen, hvor Hachikō sad klar og ventede på ham, hvorefter de fulgtes hjem. Da Ueno uventet fik et slagtilfælde og døde på arbejdet, fortsatte Hachikō med at vente på ham ved stationen hver dag i ni år indtil den selv døde. 
Historien om den trofaste hund blev senere kendt af mange i Japan og er blevet et symbol på loyalitet. Hachikō har fået en statue ved togstationen den plejede at vente ved, og bøger og film er blevet udgivet om den trofaste hund.

## Liv
Hachiko, en gyldenbrun Akita, blev født den 10. november 1923 på en gård beliggende i Ōdate, Akita Prefecture, Japan. I 1924 tog Hidesaburō Ueno, en professor i landbrugsafdelingen ved det kejserlige universitet i Tokyo, Hachikō som kæledyr og bragte ham til at bo i Shibuya, Tokyo. Ueno pendlede dagligt til og fra arbejde, og Hachikō forlod huset for at hilse ham i slutningen af hver dag på den nærliggende Shibuya Station. Parret fortsatte den daglige rutine indtil 21. maj 1925, hvor Ueno ikke vendte tilbage. Professoren havde lidt hjerneblødning, mens han holdt foredrag, og døde uden nogensinde at vende tilbage til togstationen, hvor Hachikō ventede.
Hver dag, i de næste ni år, ni måneder og femten dage, ventede Hachikō på Uenos tilbagevenden, og ankom nøjagtigt, når toget skulle ankomme til stationen.
Hachikō tiltrak sig andre pendlers opmærksomhed. Mange af de mennesker, der brugte Shibuya-togstationen, havde set Hachikō og Professor Ueno sammen hver dag. De første reaktioner fra folk, især fra dem, der arbejdede på stationen, var ikke nødvendigvis venlige. Men efter den første fremkomst af artiklen om ham i Asahi Shimbun den 4. oktober 1932, begyndte folk at bringe Hachikō godbidder og mad for at give ham næring under hans livslange ventetid.

## Offentliggørelse
En af Uenos studerende, Hirokichi Saito, der udviklede ekspertise inden for racen Akita, så hunden på stationen og fulgte ham hjem til Uenos tidligere gartner, Kuzaboro Kobayashi, hvor han lærte historien om Hachikōs liv. Kort efter mødet offentliggjorde den tidligere studerende en dokumenteret redegørelse om Akita-racen i Japan. Hans forskning fandt kun 30 racerene Akitaer tilbage, medregnet Hachikō fra Shibuya Station.
Han vendte ofte tilbage for at besøge Hachikō, og i årenes løb offentliggjorde han adskillige artikler om hundens bemærkelsesværdige loyalitet. I 1932 placerede en af hans artikler, der blev offentliggjort i Asahi Shimbun, hunden i det nationale søgelys.
Hachikō blev en national sensation. Hans trofasthed over for sin ejers ihukommelse imponerede japanerne som en familieloyalitet, som alle burde stræbe efter at opnå. Lærere og forældre brugte Hachikōs vagt som et eksempel for børn at følge. En velkendt japansk kunstner gengav en skulptur af hunden, og i hele landet voksede en ny opmærksomhed på rasen Akita op.
Til sidst blev Hachikōs legendariske trofasthed et nationalt symbol på loyalitet, især til den japanske kejsers person og institution.

## Død
Hachikō døde den 8. marts 1935 i en alder af 11 år. Han blev fundet på en gade i Shibuya. I marts 2011 afgjorde forskere endelig dødsårsagen til Hachikō: hunden havde både terminal kræft og en filariainfektion. Der var også fire yakitori-spyd i Hachikōs mave, men spydene beskadigede ikke hans mave og heller ikke forårsagede hans død.

## Eftermæle
Efter sin død blev Hachikōs rester kremeret, og hans aske blev begravet på Aoyama-kirkegården, Minato, Tokyo, hvor de hviler ved siden af Hachikōs elskede ejer, professor Ueno. Hachikōs pels, der blev bevaret efter hans død, blev udstoppet og er i øjeblikket på permanent udstilling på National Science Museum of Japan i Ueno, Tokyo.

### Statuer
I april 1934 blev en bronzestatue baseret på hans lighed skulptureret af Teru Ando opført på Shibuya Station. Statuen blev genanvendt til krigsindsatsen under 2. verdenskrig. I 1948 lavede Takeshi Ando (søn af den originale kunstner) en ny statue. Den nye statue, der blev opført i august 1948, står der stadig og er et populært mødested. Stationens indgang nær denne statue hedder "Hachikō-guchi", hvilket betyder "Hachikōs indgang/udgang", og er en af Shibuya Stations fem udgange.
En lignende statue står i Hachikōs hjemby foran Ōdate Station. I 2004 blev en ny statue af Hachikō opført foran Akita Hunde Museum i Odate, Japan.
Efter fremkomsten af den amerikanske film Hachi: A Dog's Tale i 2009, der blev filmet i Woonsocket, Rhode Island, hjalp det japanske konsulat i USA Blackstone Valley Tourism Council og byen Woonsocket med at afsløre en identisk statue af Hachikō ved Woonsocket Depot Square, som var placeringen af "Bedridge" togstationen i filmen.[kilde mangler]
Den 9. marts 2015 afslørede Landbrugsfakultetet ved Tokyo University en bronzestatue, der viser Ueno, der vendte tilbage for at møde Hachikō på University of Tokyo, Japan for at mindes 80-årsdagen for Hachikō død. Statuen blev skulptureret af Tsutomo Ueda fra Nagoya og viser en meget begejstret Hachikō, der sprang op for at hilse på sin mester i slutningen af en arbejdsdag. Ueno er klædt i en hat, dragt og grøftfrakke med sin mappe placeret på jorden. Hachikō bærer en pyntet sele, som det ses på hans sidste fotos.

### Årlig ceremoni
Hvert år den 8. marts æres Hachikō's hengivenhed ved en højtidelig mindehøjtidning ved Tokyos Shibuya jernbanestation. Hundredvis af hundeelskere viser sig ofte at ære hans hukommelse og loyalitet.